# Cas Mudde
Cas Mudde   (Amsterdam, 3 de juny de 1967) és un politòleg neerlandès especialitzat en l'extremisme polític i el populisme a Europa i als Estats Units d'Amèrica.
De 1999 a 2002 va ser professor a la Universitat d'Edimburg, i de 2002 a 2010 a la Universitat d'Anvers. És professor associat de ciència política a l'Escola d'Afers Públics i Internacionals de la Universitat de Geòrgia. També és professor adjunt al Center for Research on Extremism (C-REX) de la Universitat d'Oslo.
Forma part dels consells editorials de revistes acadèmiques com Acta Politica, Democracy and Security, Patterns of Prejudice, Politics in Central Europe i The Journal of Política.

## Obra publicada
- The ideology of the extreme right.  Manchester University Press, 2002. ISBN 9781847790118.
- Western democracies and the new extreme right challenge.  London New York: Routledge, 2004. ISBN 9780415369718.
- Racist extremism in Central and Eastern Europe.  London New York: Routledge, 2005. ISBN 9780415355940.
- Populist radical right parties in Europe.  Cambridge, UK New York: Cambridge University Press, 2007. ISBN 9780511341434. (Table of contents, Introduction, and Index.)
- SYRIZA: The Failure of the Populist Promise.  Londres: Palgrave Macmillan, 2017. ISBN 978-3-319-47478-6.
- Populism: A Very Short Introduction.  Oxford: Oxford University Press, 2017. ISBN 9780190234874.
- The Far Right Today.  Cambridge: Polity Press, 2019. ISBN 978-1-5095-3683-2.[5]
- Ultradreta. Decàleg per entendre d'on ve i on va l'onada que amenaça la democràcia.  Barcelona: Saldonar, 2020. ISBN 978-84-17611-42-2.[6][7]